# 松平信義 (小島藩主)
松平 信義（まつだいら のぶのり）は、江戸時代中期の大名。駿河国小島藩の第5代藩主。滝脇松平家12代。官位は従五位下・丹波守。

## 生涯
越後国村松藩主・堀直尭の次男として誕生。母は山田氏。先代藩主・松平昌信の娘と結婚して婿養子となる。明和8年（1771年）6月27日に昌信が没したため、同年8月29日に跡を継いだ。
治世中に用人や年寄本役として仕えていた倉橋格（寿平）は、恋川春町の名で黄表紙を執筆していたが、その作品の一つに寛政の改革を批判するものがあったため、寛政元年（1789年）に倉橋が松平定信に呼び出され、出頭しないまま辞職するという事件が起こる。
寛政8年（1796年）普請奉行が小島藩の宮ケ崎役所の大畑雄作と共に巴川の検分の際、麻畑沼の新田開発賛成派が開発の是非を願い出た。検分の結果、不許可となり90年あまり続いた新川事件は幕を下ろした。
寛政12年（1800年）に隠居し、家督を長男・信圭に譲って隠居し、享和元年（1801年）に死去した。法号は源隆院。墓所は東京都台東区下谷の英信寺。

## 系譜
父母
- 堀直堯（実父）
- 山田氏 ー 側室（実母）
- 松平昌信（養父）

正室
- 松平昌信の娘

子女
- 松平信圭（長男）生母は正室
- 大久保信遠（次男）
- 坪内定辟（三男）
- 高木守影室